# Manora
Manora o Manoro (urdú: جزیرہ منوڑا) és un cap de la costa de la província de Sind, al Pakistan, amb un far de 46 metres d'altura. Era també durant el Raj Britànic un campament militar amb la factoria del cable de la Persian Gulf Telegraph Department; a la vora es va fer un dic sec anomenat Giles Graving Dock; diversos oficials del port de Karachi i del servei de telègrafs hi tenien residència. El camp militar va esdevenir la principal base de la marina pakistanesa, però actualment ja és una instal·lació secundària després de la construcció de la base de Jinnah a Ormara a uns 250 km.
La península té una superfície de 2,5 km² i està just al sud del port de Karachi. Una carretera de 12 km coneguda com a Sandspit la connecta amb la resta del territori del que queda quasi separada com si fos una illa (i de fet s'anomena sovint illa Manora). Manora protegeix el canal Baba que permet accedir al port de Karachi, i forma una mena de barrera protectora entre el port de Karachi al nord i la mar d'Aràbia al sud. A la península hi ha un poble pescador anomenat Salehabad just a la cara del canal oposada a la cara que dona a mar obert, i al nord de les instal·lacions militars. L'any 2006 es va firmar un conveni amb una empresa de Dubai pel desenvolupament de l'illa de Manora pel turisme, que preveia el tancament de la base militar.